# حمید آخوندی

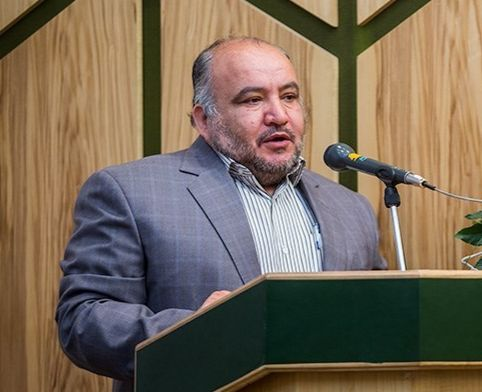
حمید آخوندی، ۱۳۹۳

حمید آخوندی(متولد ۱۳۴۰ در تهران)  تهیه‌کننده سینما و تلویزیون از جمله کارهای تلویزیونی او می‌توان به کارگردانی برنامه تلویزیونی صندلی داغ اشاره کرد. او همچنین تهیه‌کننده فیلم‌های روز سوم، چاقی، ماهورا و … می‌باشد. وی در ۳ خرداد ۹۶ بر اثر سکته قلبی فوت شد.
در پی حوادث بعد از انتخابات ۸۸ وزارت اطلاعات با حمله به دفتر کار حمید آخوندی او را متهم ساخت فیلم علیه رئیس‌جمهور وقت محمود احمدی‌نژاد دانست که پس از رفع سوءتفاهم از وی عذرخواهی به عمل آمد

سال ۱۳۴۰ به دنیا آمد. آخرین فعالیت او تهیه فیلم سینمایی «ماهور» به کارگردانی حمیدزرگرنژاد در سال  گذشته بود.
دو فیلم «چاقی» و  «پایان خدمت» هم از دیگر آثار او هستند. وی همچنین در فیلم‌های «سفر به چزابه» و «باشگاه سری» سابقه دستیاری کارگردان را نیز داشته است. این فیلمساز که جانباز نیز بود، مدتی قبل از درگذشت‌اش، عمل قلب انجام داده بود و حالش بهبود یافته بود اما صبح جمعه پنجم خردادماه در منزل بر اثر سکته قلبی درگذشت.